# Rakovník II
Rakovník II je část města Rakovník v okrese Rakovník ve Středočeském kraji. Tvoří ji vnější část města Rakovníka, mimo historické jádro, které tvoří část Rakovník I. Je zde evidováno 2501 adres. V roce 2011 zde trvale žilo 15 737 obyvatel.
Části Rakovník II i Rakovník I leží v katastrálním území Rakovník o výměře 18,5 km².

## Historie
Rakovník II byl rakovnickou částí v letech 1900–1920. Znovu se jí stal 23. srpna 1979.

## Obyvatelstvo
| Rok            | 1869 | 1880 | 1890 | 1900  | 1910  | 1921 | 1930  | 1950 | 1961 | 1970 | 1980   | 1991   | 2001   | 2011   | 2021   |
| -------------- | ---- | ---- | ---- | ----- | ----- | ---- | ----- | ---- | ---- | ---- | ------ | ------ | ------ | ------ | ------ |
| Počet obyvatel | 0    | 0    | 0    | 3 721 | 5 459 | 0    | 8 989 | 0    | 0    | 0    | 15 394 | 16 807 | 16 137 | 15 737 | 14 502 |
| Počet domů     | 0    | 0    | 0    | 381   | 611   | 749  | 1 258 | 0    | 0    | 0    | 1 955  | 2 127  | 2 164  | 2 339  | 2 339  |

## Základní sídelní jednotky
Část Rakovník II obklopuje ze všech stran centrální část Rakovník I. Tvoří jí základní sídelní jednotky:
- Rakovník-střed díl 2
- Bulovna
- Čermákovy sady
- Hornické sídliště-U Jirkova
- K Olešné
- K Pavlíkovu
- Karlovarské předměstí
- Na Spravedlnosti
- Nádraží
- U Černého potoka
- U Čistého potoka
- U Lišanského potoka
- U nemocnice
- U Rakovnického potoka
- Vinohrady
- Za koupalištěm
- Za Rakovnickým potokem
- Zátiší

## Další fotografie

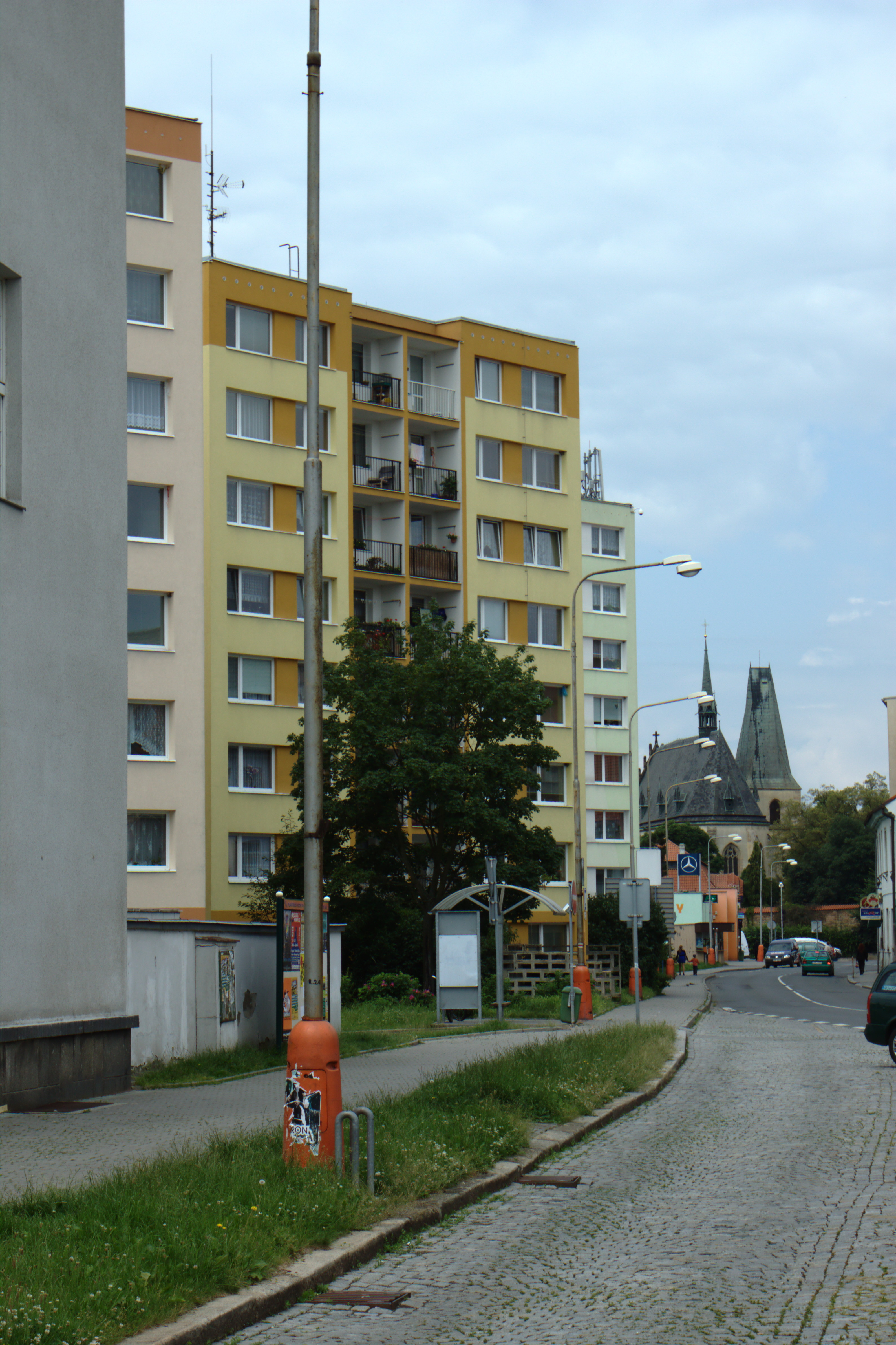
Paneláky u Pražské ulice
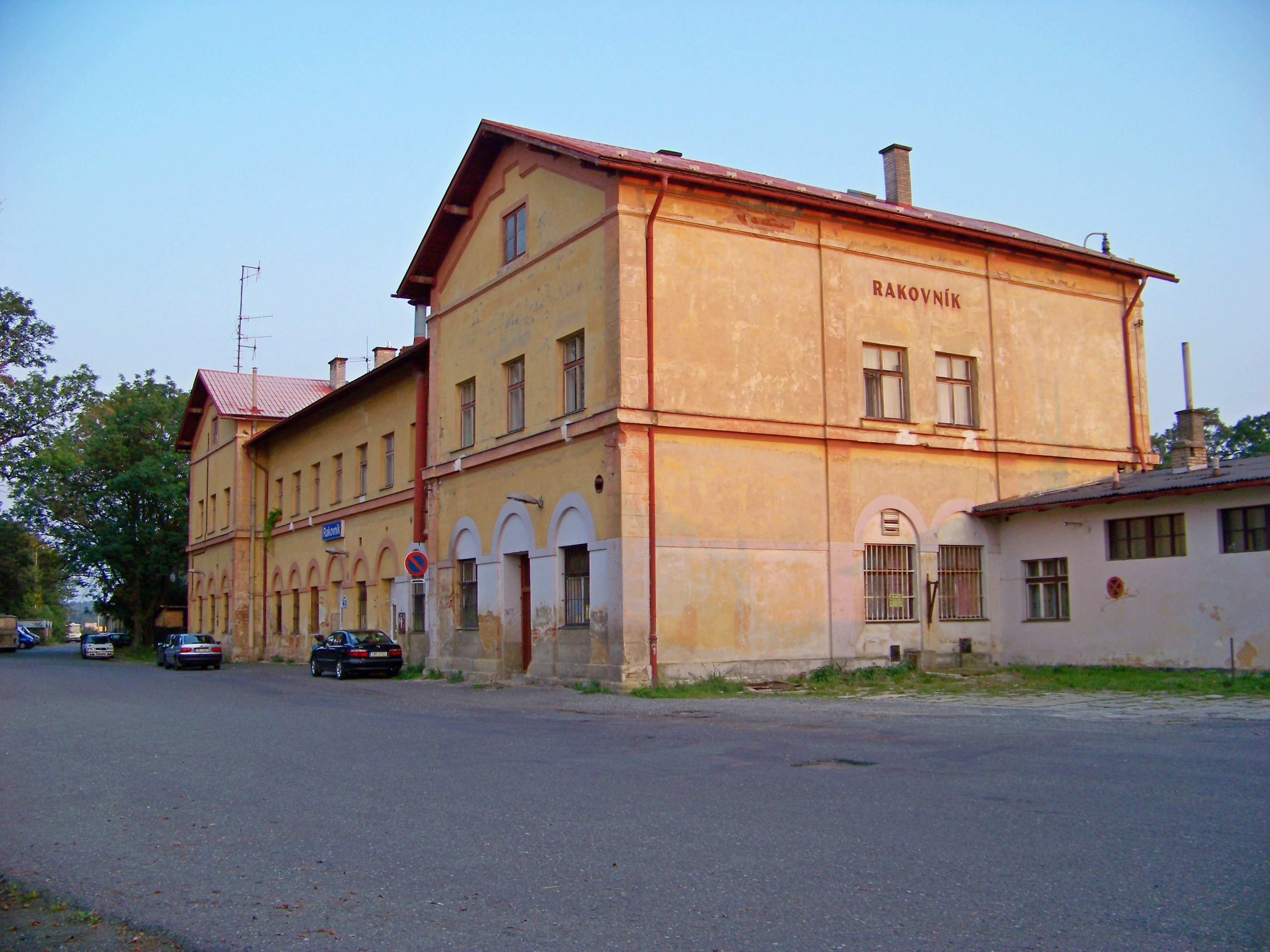
Nádraží
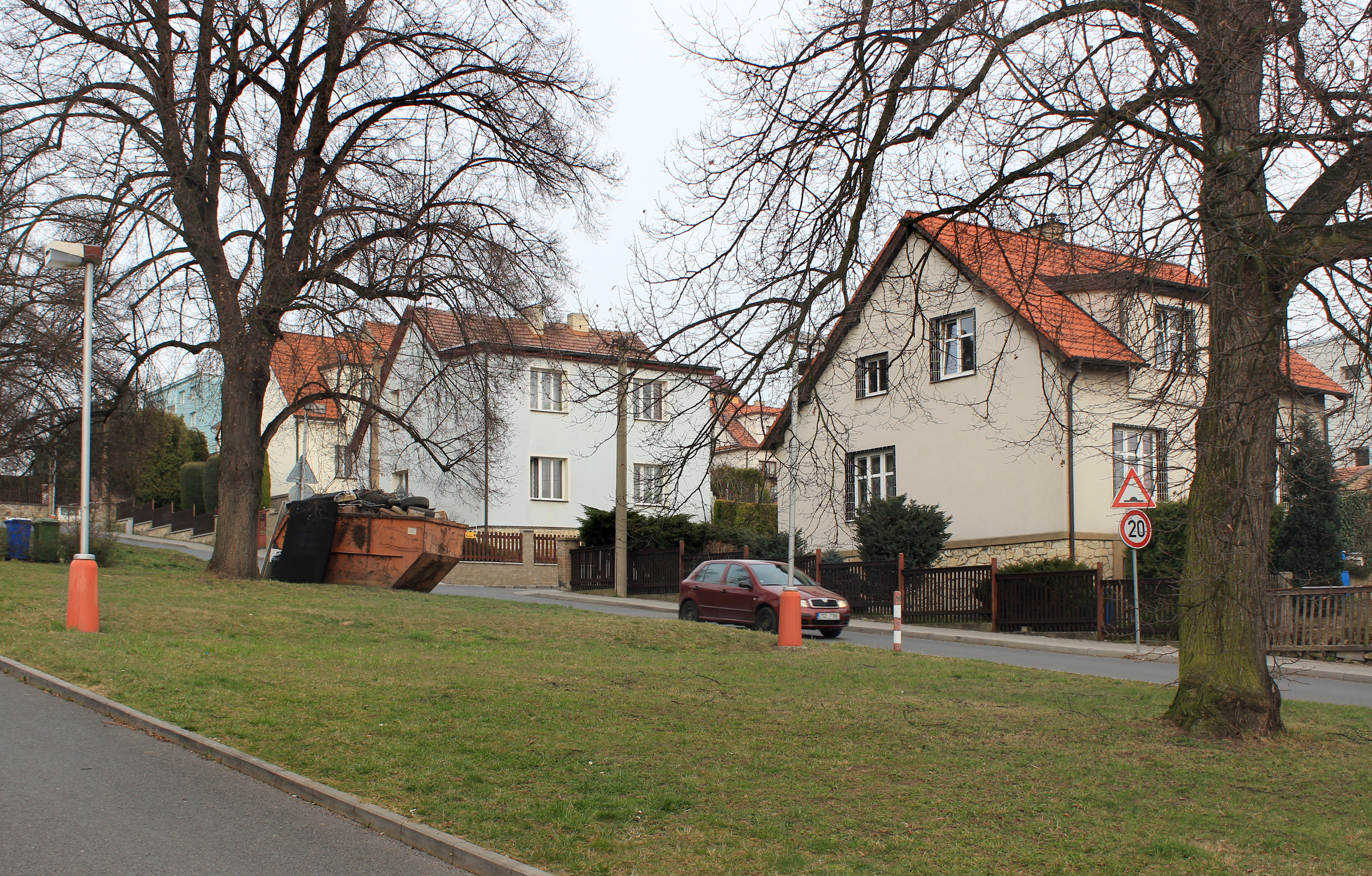
Ulice Bezděkov ve čtvrti Vinohrady
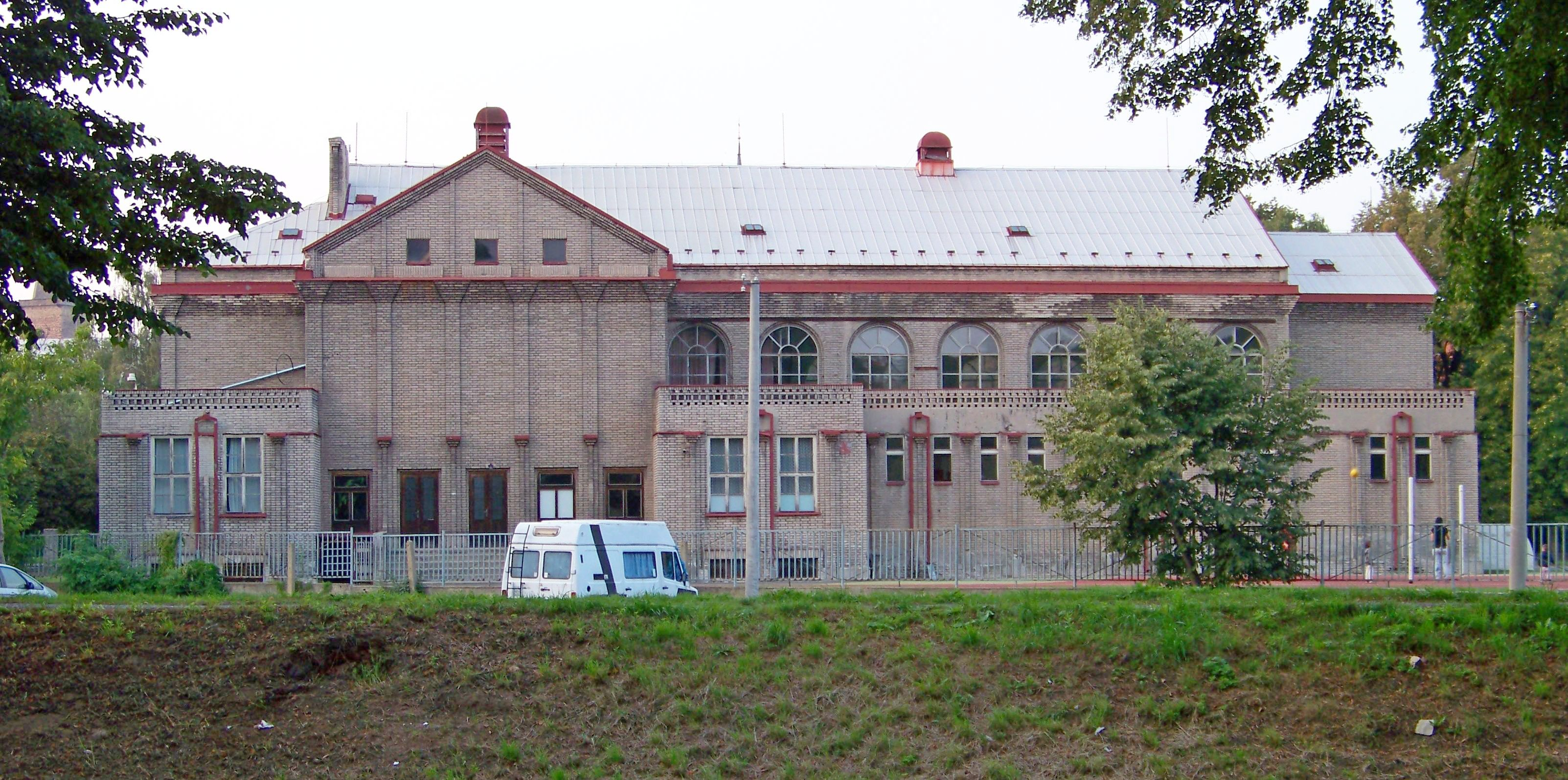
Památkově chráněná sokolovna